# Конкаль (муниципалитет)
Конка́ль (исп. Conkal) — муниципалитет в Мексике, штат Юкатан, с административным центром в одноимённом городе. Численность населения, по данным переписи 2010 года, составила 9143 человека.

## Общие сведения
Название происходит от слов майянского языка: Con — продавать, торговать, и Kal — оценка, очки. Соответственно Conkal можно перевести как место проведения оценок и торгов. Также, по мнению Мануэля Рехона Гарсии, название происходит от майянского названия растения филлантус — cuunka или kahyuc, растущего в этих местах.
Площадь муниципалитета равна 63 км², что составляет 0,16 % от общей площади штата, а максимальная высота равна 10 метрам.
Он граничит с другими муниципалитетами Юкатана: на севере с Чикшулуб-Пуэбло, на востоке с Мокочаем и Яшкукулем, а на юге и западе с Меридой.

## Учреждение и состав
Муниципалитет был сформирован в 1918 году, в его состав входит 27 населённых пунктов, самые крупные из которых:
| Код INEGI | Населённый пункт                                                                | Численность населения (2005 год) | Численность населения (2010 год) |
| --------- | ------------------------------------------------------------------------------- | -------------------------------- | -------------------------------- |
| 013       | Всего                                                                           | 8495                             | 9143                             |
| 0001      | Конкаль (исп. Conkal) 21°04′24″ с. ш. 89°31′15″ з. д. (административный центр)  | 6620                             | 7173                             |
| 0006      | Шкуюм (исп. X-Cuyum) 21°02′59″ с. ш. 89°29′42″ з. д.                            | 1490                             | 1576                             |
| 0097      | Сидеко (исп. CIDECO) 21°04′58″ с. ш. 89°31′45″ з. д.                            | 54                               | 164                              |
| 0002      | Кантойна (исп. Kantoyna) 21°06′37″ с. ш. 89°31′30″ з. д.                        | 133                              | 130                              |
| 0003      | Сан-Антонио-Олактун (исп. San Antonio Holactún) 21°04′52″ с. ш. 89°29′47″ з. д. | 18                               | 18                               |

## Экономика
По статистическим данным 2000 года, работоспособное население занято по секторам экономики в следующих пропорциях:
- торговля, сферы услуг и туризма — 47,9 %, это множество магазинов и супермаркетов, занимающихся продажей продуктов, одежды и обуви, оборудования и строительных материалов. Существует отель, ресторан и закусочные для туристов, посещающих музей, расположенный в бывшем монастыре Святого Франсиска Ассизского;
- производство и строительство — 38,9 %, это производство одежды, а также есть 3 винодельни и производство строительных материалов;
- сельское хозяйство и скотоводство — 11,9 %, здесь выращиваются такие культуры как кукуруза и арбузы, и расположены несколько свиноферм, коровников и птицефабрик;
- безработные — 1,3 %.

## Инфраструктура
По статистическим данным 2010 года, инфраструктура развита следующим образом:
- электрификация: 98,7 %;
- водоснабжение: 92,9 %;
- водоотведение: 84,1 %.

## Достопримечательности
Бывший монастырь Святого Франциска Ассизского, построенный в XVII веке и отреставрированный в 2000—2001 годах, и используемый в качестве музея сакрального искусства.
Бывшая асьенда Сан-Лоренсо-Кантуль.

## Фотографии

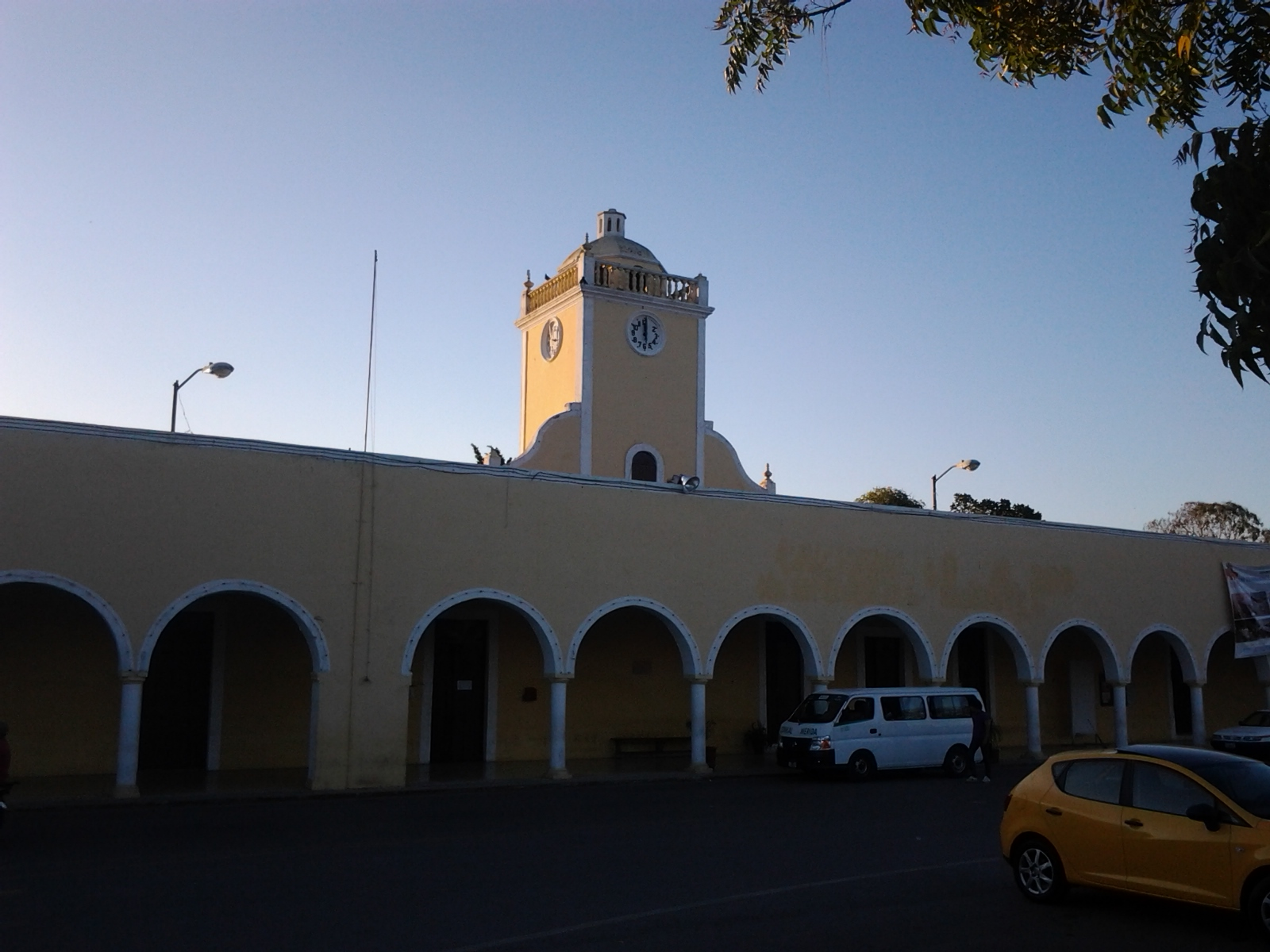
Здание администрации
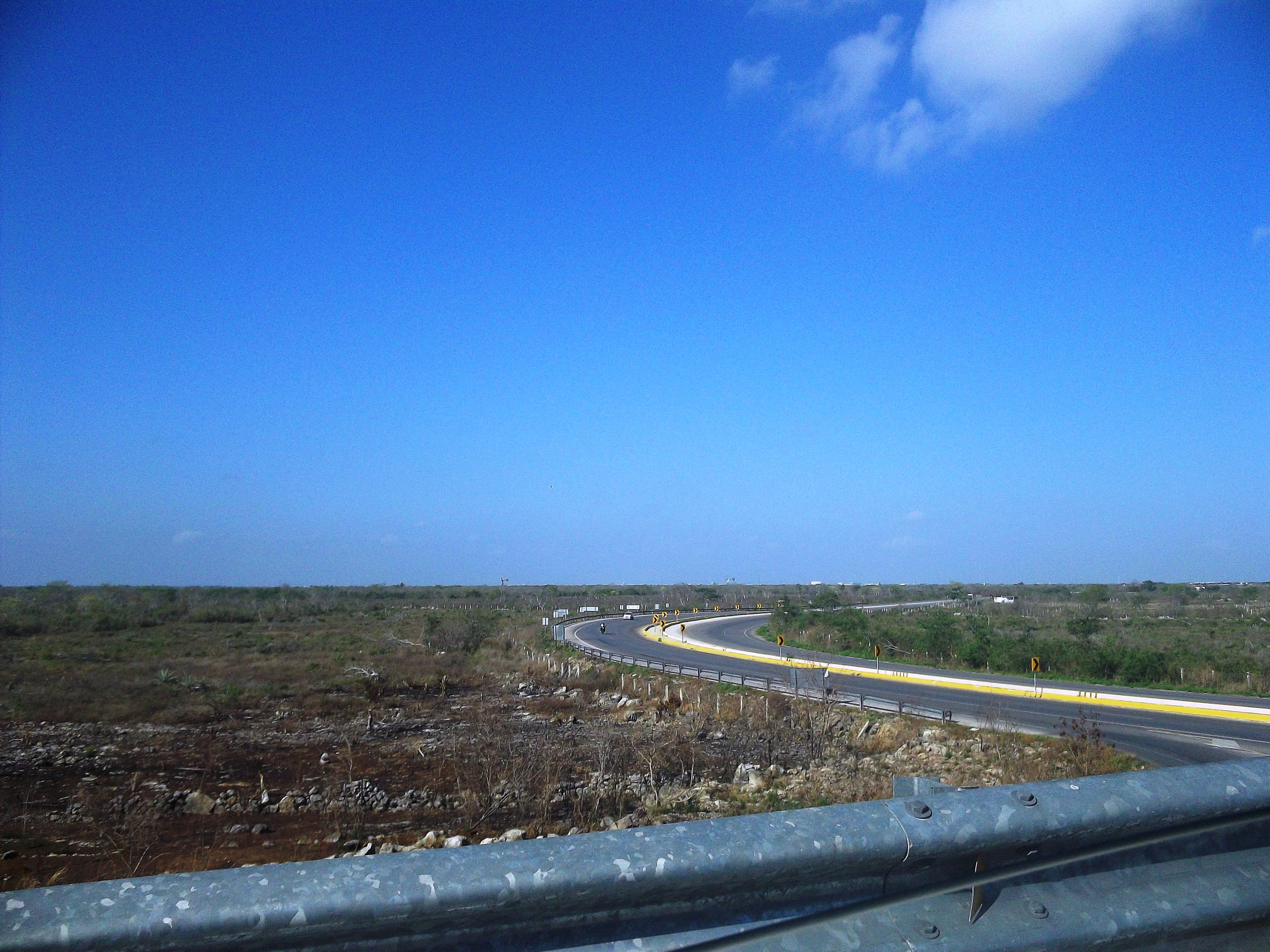
Трасса Мерида—Мотуль
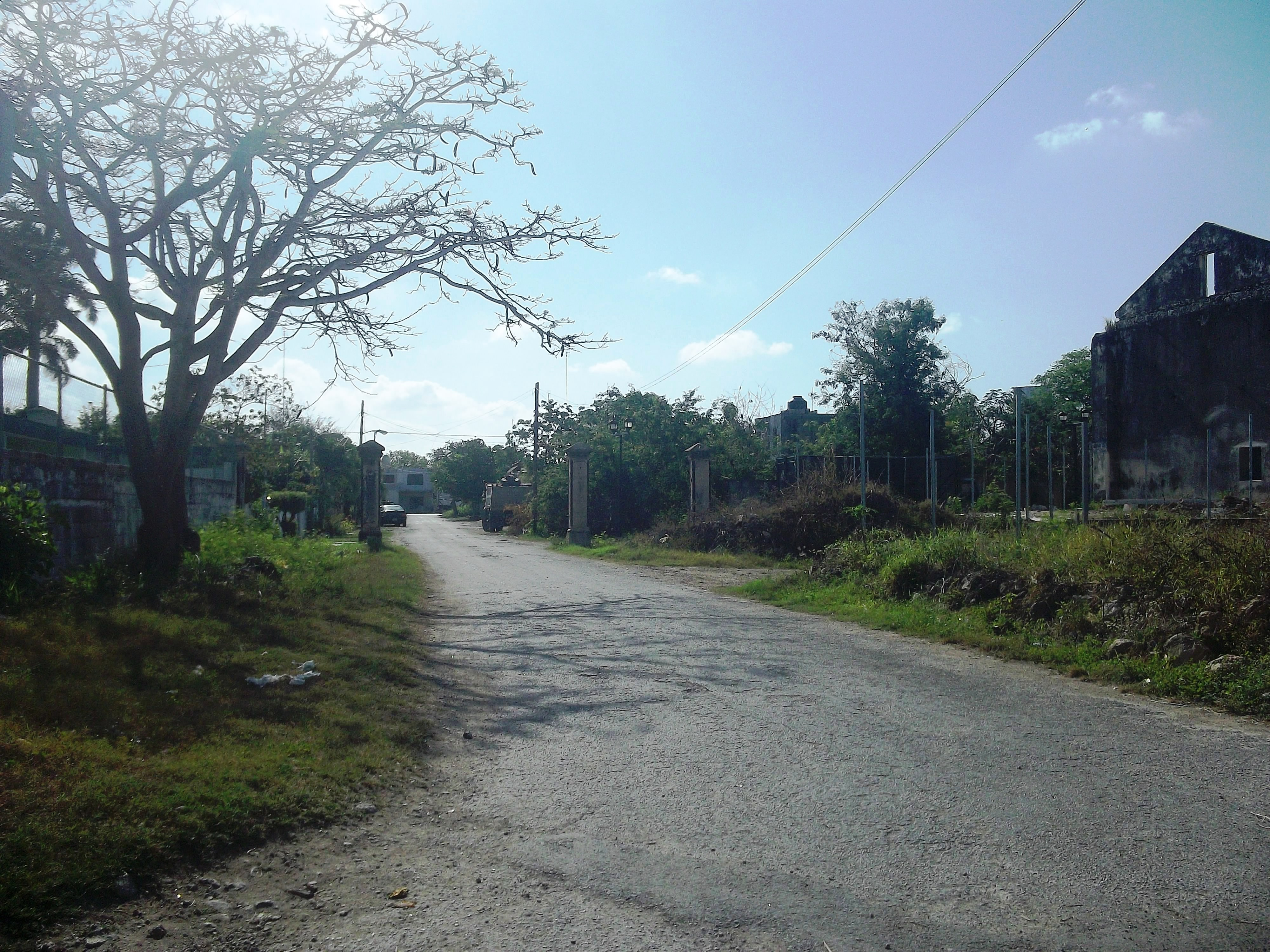
Заброшенная ж/д станция